# Josué García
Josué García – portorykański zapaśnik walczący w stylu wolnym. Srebrny medalista mistrzostw panamerykańskich w 1997 roku.